# Dilobinae
Dilobinae es una subfamilia de polillas de la familia Noctuidae. 

## Géneros
- Diloba
- Raphia

- Datos: Q3027995
- Multimedia: Dilobinae / Q3027995
- Especies: Dilobinae